# Président du gouvernement de Serbie
Le président du gouvernement ou Premier ministre (en serbe cyrillique председник Владе, en serbe latin predsednik Vlade ; aussi премијер / premijer) est le chef du gouvernement de la Serbie. Il est choisi par l'Assemblée nationale sur proposition du président de la République. Il dirige le gouvernement de la Serbie, soumet à l'Assemblée nationale la politique gouvernementale et une liste de propositions de ministres. 

## Historique
La fonction est créée en 1805 à l'époque de la Serbie révolutionnaire (en) (1804-1815) afin de soutenir et coordonner le premier soulèvement serbe contre les Turcs. La fonction se nomme alors « Président du Conseil de gouvernement » et le premier titulaire est Mateja Nenadović. À l'époque, le conseil ne dispose d'aucun ministre, mais plutôt de membres. Les premiers ministres sont nommés et leurs ministères créés en 1811. Le gouvernement cesse d'exister lors de l'échec du premier soulèvement en 1813. Il est cependant créé à nouveau le 21 novembre 1815, suivant le début du deuxième soulèvement serbe contre les Turcs, avec le titre de « Représentant du Prince ». La fonction existe jusqu'en 1861, mais ne revêt que de peu d'importance et d'influence avant 1835, année de l'établissement d'un régime constitutionnel. Avant cette date, c'est le prince qui est chargé de l'exécutif de la Principauté serbe. 
De 1861 à 1903, la fonction est désignée sous le vocable « Président des ministères ». De 1903 au  1er décembre 1918, moment de la création du Royaume des Serbes, Croates et Slovènes, la fonction se nomme « Président du Conseil des ministres. Lors de l'époque de la royauté ainsi que celle du régime communiste, de 1945 à 1992, la Serbie est absorbée dans la Yougoslavie, qui dispose de son propre chef de gouvernement. Un poste de « président du gouvernement » puis de « président du conseil exécutif » existent durant cette période pour assurer la fonction de chef de gouvernement de l'État fédéré serbe. En février 1991, la fonction de « président du gouvernement » est créée pour la république fédérée serbe. Le terme « premier ministre » est aussi utilisé comme synonyme. 